# 6 Hours of Spa-Francorchamps 2021

Tor Circuit de Spa-Francorchamps

6 Hours of Spa-Francorchamps 2021 (Total 6 Hours of Spa-Francorchamps 2021) – długodystansowy wyścig samochodowy, który odbył się 1 maja 2021 roku. Był on pierwszą rundą sezonu 2021 serii FIA World Endurance Championship.

## Harmonogram
| Dzień                 | Godzina | Sesja                             | Długość  |
| --------------------- | ------- | --------------------------------- | -------- |
| Czwartek, 29 kwietnia | 15:30   | Pierwsza sesja treningowa         | 90 minut |
| Piątek, 30 kwietnia   | 9:30    | Druga sesja treningowa            | 90 minut |
| Piątek, 30 kwietnia   | 14:00   | Trzecia sesja treningowa          | 60 minut |
| Piątek, 30 kwietnia   | 18:20   | Kwalifikacje LMGTE Pro i LMGTE Am | 10 minut |
| Piątek, 30 kwietnia   | 18:40   | Kwalifikacje Hypercar i LMP2      | 10 minut |
| Sobota, 1 maja        | 13:30   | Wyścig                            | 6 godzin |
| Źródło                |         |                                   |          |

## Sesje treningowe
| Klasa          | Zespół                      | Samochód            | Czas           | Okr.           |
| Sesja pierwsza | Sesja pierwsza              | Sesja pierwsza      | Sesja pierwsza | Sesja pierwsza |
| -------------- | --------------------------- | ------------------- | -------------- | -------------- |
| Hypercar       | #36 Alpine Elf Matmut       | Alpine A480         | 2:04,335       | 33             |
| LMP2           | #22 United Autosports USA   | Oreca 07            | 2:04,083       | 27             |
| LMGTE Pro      | #92 Porsche GT Team         | Porsche 911 RSR-19  | 2:13,466       | 30             |
| LMGTE Am       | #56 Team Project 1          | Porsche 911 RSR-19  | 2:13,941       | 32             |
| Sesja druga    |                             |                     |                |                |
| Hypercar       | #36 Alpine Elf Matmut       | Alpine A480         | 2:03,396       | 33             |
| LMP2           | #22 United Autosports USA   | Oreca 07            | 2:03,733       | 35             |
| LMGTE Pro      | #51 AF Corse                | Ferrari 488 GTE Evo | 2:13,552       | 36             |
| LMGTE Am       | #77 Dempsey - Proton Racing | Porsche 911 RSR-19  | 2:14,170       | 32             |
| Sesja trzecia  |                             |                     |                |                |
| Hypercar       | #7 Toyota Gazoo Racing      | Toyota GR010 Hybrid | 2:02,518       | 27             |
| LMP2           | #22 United Autosports USA   | Oreca 07            | 2:03,761       | 24             |
| LMGTE Pro      | #92 Porsche GT Team         | Porsche 911 RSR-19  | 2:11,936       | 22             |
| LMGTE Am       | #56 Team Project 1          | Porsche 911 RSR-19  | 2:13,515       | 23             |

## Kwalifikacje
Pole position w każdej kategorii oznaczone jest pogrubieniem.
| Poz.   | Klasa     | Zespół                        | Kierowca              | Czas     | Strata  | Poz. s. |
| ------ | --------- | ----------------------------- | --------------------- | -------- | ------- | ------- |
| 1      | Hypercar  | #7 Toyota Gazoo Racing        | Kamui Kobayashi       | 2:00,747 | —       | 1       |
| 2      | Hypercar  | #8 Toyota Gazoo Racing        | Kazuki Nakajima       | 2:01,266 | +0,519  | 2       |
| 3      | LMP2      | #22 United Autosports USA     | Filipe Albuquerque    | 2:02,404 | +1,657  | 3       |
| 4      | Hypercar  | #36 Alpine Elf Matmut         | Nicolas Lapierre      | 2:02,652 | +1,905  | 4       |
| 5      | LMP2      | #26 G-Drive Racing            | Nyck de Vries         | 2:02,984 | +2,237  | 5       |
| 6      | LMP2      | #29 Racing Team Nederland     | Giedo van der Garde   | 2:03,435 | +2,688  | 6       |
| 7      | LMP2      | #70 Realteam Racing           | Norman Nato           | 2:03,475 | +2,728  | 7       |
| 8      | LMP2      | #25 G-Drive Racing            | Roberto Merhi         | 2:03,485 | +2,738  | 8       |
| 9      | LMP2      | #28 Jota                      | Stoffel Vandoorne     | 2:03,516 | +2,769  | 9       |
| 10     | LMP2      | #38 Jota                      | Anthony Davidson      | 2:03,625 | +2,878  | 10      |
| 11     | LMP2      | #21 DragonSpeed USA           | Ben Hanley            | 2:03,816 | +3,069  | 11      |
| 12     | LMP2      | #24 PR1 Motorsports           | Gabriel Aubry         | 2:03,869 | +3,122  | 12      |
| 13     | LMP2      | #31 Team WRT                  | Robin Frijns          | 2:03,915 | +3,168  | 13      |
| 14     | LMP2      | #34 Inter Europol Competition | Alex Brundle          | 2:04,207 | +3,460  | 14      |
| 15     | LMP2      | #1 Richard Mille Racing Team  | Tatiana Calderón      | 2:05,284 | +4,537  | 15      |
| 16     | LMP2      | #20 High Class Racing         | Anders Fjordbach      | 2:05,522 | +4,775  | 16      |
| 17     | LMP2      | #44 ARC Bratislava            | Darren Burke          | 2:07,051 | +6,304  | 17      |
| 18     | LMGTE Pro | #92 Porsche GT Team           | Kévin Estre           | 2:11,219 | +10,472 | 18      |
| 19     | LMGTE Pro | #52 AF Corse                  | Miguel Molina         | 2:12,351 | +11,604 | 19      |
| 20     | LMGTE Pro | #91 Porsche GT Team           | Richard Lietz         | 2:12,370 | +11,623 | 20      |
| 21     | LMGTE Pro | #51 AF Corse                  | Alessandro Pier Guidi | 2:12,443 | +11,696 | 21      |
| 22     | LMGTE Pro | #63 Corvette Racing           | Antonio García        | 2:13,106 | +12,359 | 22      |
| 23     | LMGTE Am  | #33 TF Sport                  | Ben Keating           | 2:14,660 | +13,913 | 23      |
| 24     | LMGTE Am  | #98 Aston Martin Racing       | Paul Dalla Lana       | 2:15,615 | +14,868 | 24      |
| 25     | LMGTE Am  | #88 Dempsey - Proton Racing   | Andrew Haryanto       | 2:16,319 | +15,572 | 25      |
| 26     | LMGTE Am  | #54 AF Corse                  | Thomas Flohr          | 2:16,367 | +15,620 | 26      |
| 27     | LMGTE Am  | #83 AF Corse                  | François Perrodo      | 2:17,560 | +16,813 | 27      |
| 28     | LMGTE Am  | #47 Cetilar Racing            | Roberto Lacorte       | 2:17,719 | +16,972 | 28      |
| 29     | LMGTE Am  | #85 Iron Lynx                 | Manuela Gostner       | 2:18,452 | +17,705 | 29      |
| 30     | LMGTE Am  | #86 GR Racing                 | Michael Wainwright    | 2:18,813 | +18,066 | 30      |
| 31     | LMGTE Am  | #60 Iron Lynx                 | Claudio Schiavoni     | 2:20,356 | +19,609 | 31      |
| 32     | LMGTE Am  | #56 Team Project 1            | Egidio Perfetti       | —        | —       | —       |
| 33     | LMGTE Am  | #77 Dempsey - Proton Racing   | Christian Ried        | —        | —       | 32      |
| 34     | LMGTE Am  | #777 D'Station Racing         | Satoshi Hoshino       | —        | —       | 33      |
| Źródła |           |                               |                       |          |         |         |

## Wyścig

### Wyniki
Minimum do bycia sklasyfikowanym (70 procent dystansu pokonanego przez zwycięzców wyścigu) wyniosło 113 okrążeń. Zwycięzcy klas są oznaczeni pogrubieniem.
| Poz.              | Klasa         | Zespół                        | Kierowcy                                                 | Samochód                 | Opony | Okr. | Czas/Strata  |
| ----------------- | ------------- | ----------------------------- | -------------------------------------------------------- | ------------------------ | ----- | ---- | ------------ |
| 1                 | Hypercar      | #8 Toyota Gazoo Racing        | Sébastien Buemi Kazuki Nakajima Brendon Hartley          | Toyota GR010 Hybrid      | M     | 162  | 6:00:17,733  |
| 2                 | Hypercar      | #36 Alpine Elf Matmut         | André Negrão Nicolas Lapierre Matthieu Vaxivière         | Alpine A480              | M     | 162  | +1:07,196    |
| 3                 | Hypercar      | #7 Toyota Gazoo Racing        | Mike Conway Kamui Kobayashi José María López             | Toyota GR010 Hybrid      | M     | 161  | +1 okrążenie |
| 4                 | LMP2          | #22 United Autosports USA     | Philip Hanson Fabio Scherer Filipe Albuquerque           | Oreca 07                 | G     | 161  | +1 okrążenie |
| 5                 | LMP2          | #38 Jota                      | Roberto González António Félix da Costa Anthony Davidson | Oreca 07                 | G     | 160  | +2 okrążenia |
| 6                 | LMP2          | #28 Jota                      | Sean Gelael Stoffel Vandoorne Tom Blomqvist              | Oreca 07                 | G     | 160  | +2 okrążenia |
| 7                 | LMP2 (Pro-Am) | #29 Racing Team Nederland     | Frits van Eerd Giedo van der Garde Job van Uitert        | Oreca 07                 | G     | 159  | +3 okrążenia |
| 8                 | LMP2          | #34 Inter Europol Competition | Jakub Śmiechowski Renger van der Zande Alex Brundle      | Oreca 07                 | G     | 159  | +3 okrążenia |
| 9                 | LMP2 (Pro-Am) | #70 Realteam Racing           | Esteban Garcia Loïc Duval Norman Nato                    | Oreca 07                 | G     | 158  | +4 okrążenia |
| 10                | LMP2 (Pro-Am) | #21 DragonSpeed USA           | Henrik Hedman Juan Pablo Montoya Ben Hanley              | Oreca 07                 | G     | 158  | +4 okrążenia |
| 11                | LMP2          | #1 Richard Mille Racing Team  | Tatiana Calderon Sophia Flörsch Beitske Visser           | Oreca 07                 | G     | 158  | +4 okrążenia |
| 12                | LMP2 (Pro-Am) | #20 High Class Racing         | Jan Magnussen Anders Fjordbach Dennis Andersen           | Oreca 07                 | G     | 157  | +5 okrążeń   |
| 13                | LMP2 (Pro-Am) | #25 G-Drive Racing            | John Falb Rui Andrade Roberto Merhi                      | Aurus 01                 | G     | 157  | +5 okrążeń   |
| 14                | LMP2 (Pro-Am) | #24 PR1 Motorsports           | Patrick Kelly Gabriel Aubry Simon Trummer                | Oreca 07                 | G     | 157  | +5 okrążeń   |
| 15                | LMGTE Pro     | #92 Porsche GT Team           | Kévin Estre Neel Jani                                    | Porsche 911 RSR-19       | M     | 153  | +9 okrążeń   |
| 16                | LMGTE Pro     | #51 AF Corse                  | Alessandro Pier Guidi James Calado                       | Ferrari 488 GTE Evo      | M     | 153  | +9 okrążeń   |
| 17                | LMGTE Pro     | #52 AF Corse                  | Daniel Serra Miguel Molina                               | Ferrari 488 GTE Evo      | M     | 153  | +9 okrążeń   |
| 18                | LMGTE Pro     | #63 Corvette Racing           | Antonio García Oliver Gavin                              | Chevrolet Corvette C8.R  | M     | 152  | +10 okrążeń  |
| 19                | LMGTE Pro     | #91 Porsche GT Team           | Gianmaria Bruni Richard Lietz                            | Porsche 911 RSR-19       | M     | 152  | +10 okrążeń  |
| 20                | LMGTE Am      | #83 AF Corse                  | François Perrodo Nicklas Nielsen Alessio Rovera          | Ferrari 488 GTE Evo      | M     | 152  | +10 okrążeń  |
| 21                | LMGTE Am      | #33 TF Sport                  | Ben Keating Dylan Pereira Felipe Fraga                   | Aston Martin Vantage AMR | M     | 152  | +10 okrążeń  |
| 22                | LMGTE Am      | #47 Cetilar Racing            | Roberto Lacorte Giorgio Sernagiotto Antonio Fuoco        | Ferrari 488 GTE Evo      | M     | 151  | +11 okrążeń  |
| 23                | LMGTE Am      | #54 AF Corse                  | Thomas Flohr Francesco Castellacci Giancarlo Fisichella  | Ferrari 488 GTE Evo      | M     | 151  | +11 okrążeń  |
| 24                | LMGTE Am      | #88 Dempsey - Proton Racing   | Andrew Haryanto Marco Seefried Alessio Picariello        | Porsche 911 RSR-19       | M     | 151  | +11 okrążeń  |
| 25                | LMGTE Am      | #98 Aston Martin Racing       | Paul Dalla Lana Augusto Farfus Marcos Gomes              | Aston Martin Vantage AMR | M     | 151  | +11 okrążeń  |
| 26                | LMGTE Am      | #777 D'Station Racing         | Satoshi Hoshino Tomonobu Fujii Andrew Watson             | Aston Martin Vantage AMR | M     | 150  | +12 okrążeń  |
| 27                | LMGTE Am      | #85 Iron Lynx                 | Rahel Frey Katherine Legge Manuela Gostner               | Ferrari 488 GTE Evo      | M     | 150  | +12 okrążeń  |
| 28                | LMGTE Am      | #60 Iron Lynx                 | Claudio Schiavoni Andrea Piccini Matteo Cressoni         | Ferrari 488 GTE Evo      | M     | 149  | +13 okrążeń  |
| 29                | LMP2          | #31 Team WRT                  | Robin Frijns Ferdinand Habsburg Charles Milesi           | Oreca 07                 | G     | 127  | +35 okrążeń  |
| Niesklasyfikowani |               |                               |                                                          |                          |       |      |              |
|                   | LMGTE Am      | #77 Dempsey - Proton Racing   | Christian Ried Jaxon Evans Matt Campbell                 | Porsche 911 RSR-19       | M     | 138  |              |
|                   | LMP2          | #26 G-Drive Racing            | Roman Rusinow Franco Colapinto Nyck de Vries             | Aurus 01                 | G     | 125  |              |
| Nie ukończyli     |               |                               |                                                          |                          |       |      |              |
|                   | LMGTE Am      | #86 GR Racing                 | Michael Wainwright Benjamin Barker Tom Gamble            | Porsche 911 RSR-19       | M     | 0    |              |
|                   | LMP2 (Pro-Am) | #44 ARC Bratislava            | Miroslav Konôpka Thomas Jackson Darren Burke             | Ligier JSP217            | G     | 0    |              |

### Statystyki

#### Najszybsze okrążenie
| Klasa     | Kierowca        | Zespół                    | Czas     | Okr. |
| --------- | --------------- | ------------------------- | -------- | ---- |
| Hypercar  | Sébastien Buemi | #8 Toyota Gazoo Racing    | 2:03,930 | 140  |
| LMP2      | Philip Hanson   | #22 United Autosports USA | 2:05,605 | 2    |
| LMGTE Pro | Kévin Estre     | #92 Porsche GT Team       | 2:13,658 | 4    |
| LMGTE Am  | Alessio Rovera  | #83 AF Corse              | 2:14,111 | 80   |
| Źródło    |                 |                           |          |      |